# François Peltier (écrivain)
Cet article concerne l'écrivain, coach et formateur auprès du XV de France. Pour le peintre, voir François Peltier.
Pour les articles homonymes, voir Peltier.
Œuvres principales
- Au seuil de ma villa éternelle - Lettres à Sénèque
- Simon de Cyrène - Le porteur d'eau vive
- Je meurs de ne pas mourir - Mémoires  de porcelaine
- Retour aux sources
- Le club Kierkegard

François Peltier, né à Toulouse (France) le 4 mars 1962, est un écrivain et conseiller en développement personnel du sud-ouest de la France.

## Biographie
François Peltier étudie à l'école Saint Jean-Baptiste de la Salle à Talence, au collège de la Sauque, et au lycée Ste Marie-Grand-Lebrun de Bordeaux[réf. nécessaire].
Il obtient son baccalauréat en 1981 puis rejoint une formation de philosophie à l'institut de philosophie comparée à Paris. Il obtient sa maîtrise de philosophie quatre ans plus tard, avec un mémoire sur le thème «  Réflexions sur le gouvernement idéal ». 
En 2016, il est certifié coach professionnel de l'école supérieure de coaching.

## Carrière
François Peltier exerce la profession de consultant formateur et coach en tant qu’associé d’Actas Consultants (entre 1994 et 2016) puis de TGS Consultants (à partir de 2018), tout particulièrement auprès du monde sportif, et entreprises développées en réseau. Il est membre du collège d’experts de la Fédération Française de la Franchise (FFF) depuis 1996 et est intervenant au CDES (centre de droit et d’économie du sport).

### Préparateur mental de l'équipe de France de rugby
De 2008 à 2011, François Peltier est choisi par Marc Lièvremont pour être le conseiller en développement personnel auprès de l’équipe de France de rugby. Marc Lièvremont lui donne pour mission « d’apprendre aux joueurs à mieux se connaître ». Il est coach mental auprès de sportifs de haut niveau.
Il est cité comme faisant partie du « cerveau du XV de France » et les joueurs le désignent comme leur « têtologue ».
Le journal télévisé de TF1 le surnomme « le seizième homme du XV de France », et les journaux parlent  de lui comme du « psy du XV de France ». Durant cette période, l'équipe de France remporte le Grand Chelem dans le Tournoi des Six Nations 2010 devient vice-championne du monde en Nouvelle-Zélande en 2011.

### Coach formateur conférencier
Il intervient comme coach formateur conférencier dans le secteur de la franchise et dans les grandes entreprises.

## Œuvres
- François Peltier, Au seuil de ma villa éternelle : Lettres à Sénèque, Martin Morin, 15 novembre 2000, 148 p. (ISBN 978-2856522578)
- François Peltier, Je meurs de ne pas mourir- Mémoires de porcelaine, Edition du signe, 2002, 215 p. (ISBN 978-2746806726)
- François Peltier, Retour aux sources, La Bruyère, 2004, 97 p. (ISBN 978-2750001001)
- François Peltier, Simon de Cyrène : Le porteur d'eau vive, L'Harmattan, janvier 2015, 178 p. (ISBN 2343036144)[7]
- François Peltier, L'Être recommandé, Dualpha, octobre 2007, 198 p. (ISBN 978-2353740468)
- François Peltier, Le Club Kierkegaard, L'Harmattan, 9 janvier 2019, 134 p. (ISBN 978-2343165622)[8]
- François Peltier, Derniers jours d'Alcibiade, L'Harmattan, 27 mars 2023, 104 p. (ISBN 9782140334245)[9]